# Melophlus
Melophlus é um gênero de esponja marinha da família Ancorinidae.

## Espécies
- Melophlus cherbonnieri (Lévi, 1961)
- Melophlus ruber Lehnert e van Soest, 1998
- Melophlus sarassinorum Thiele, 1899